# Октябрь (Ишимбайский район)
Октя́брь (баш. Октябрь) — деревня в Ишимбайском районе Башкортостана, входит в состав Ишеевского сельсовета.

## История
Название происходит по Октябрьской революции 1917 года   (по новому стилю — в ноябре) 

## Население
| 2002 | 2009 | 2010 |
| ---- | ---- | ---- |
| 98   | ↗118 | ↘91  |

Национальный состав
Согласно переписи 2002 года, преобладающая национальность — русские (72 %)

## Географическое положение
Расстояние до:
- районного центра (Ишимбай): 30 км,
- центра сельсовета (Ишеево): 9 км,
- ближайшей ж/д станции (Стерлитамак): 8 км.

## Улицы
- Северная
- Южная